# مریم محبوب
مریم محبوب نویسنده اهل افغانستان است که به خاطر نوشته‌هایش دربارهٔ مهاجران افغان و مردسالاری در جامعهٔ افغانستان شناخته می‌شود. محبوب در سال ۱۹۵۵ در میمنه، در ولایت فاریاب افغانستان متولد شد. مادرش خانه‌دار بود ولی پدرش در کارمند دولت افغانستان بود و در ولایات مختلف خدمت می‌کرد و به این دلیل او فرصتی داشت تا زندگی زنان افغان را در بخش‌های مختلف کشور تجربه کند. او تحصیلات ثانویه خود را در کابل به پایان رساند و برای اخذ مدرک کارشناسی ارشد در رشته زبان و ادبیات فارسی به دانشگاه تهران رفت.
محبوب در اوایل دهه ۱۹۷۰ به عنوان یک روزنامه‌نگار در دو نشریه برجسته، ژوندون و انیس، کار کرد و همانجا اکثر داستان‌های کوتاه خود را منتشر کرد. پس از اشغال افغانستان توسط شوروی در سال ۱۹۷۹، محبوب کشور را ترک کرد و ابتدا به پاکستان و سپس در سال ۱۹۸۱ به دهلی، هندوستان نقل مکان کند. محبوب به همراه سایر مهاجران افغان، مجله «گاهنامه» را برای ابراز مقاومت فرهنگی هم در برابر دولت کمونیستی افغانستان و هم در برابر مجاهدین تأسیس کرد. با این حال، با فشار مجاهدین از جامعه افغان در هند، او یک بار دیگر برای مهاجرت به کانادا در سال ۱۹۸۳ اقدام کرد.  در کانادا او با همسرش، نویسنده و شاعر، زلمی باباکوهی، زندگی می‌کند و با او دوهفته‌نامه‌ای به نام زرنگار منتشر می‌کنند.
محبوب از معدود نویسندگان زنی است که مدت طولانی در صحنه داستان‌نویسی مدرن افغانستان حضور داشته است. او نوشتن داستان را از دوران دانش‌آموزی در دبیرستان عایشه درانی در کابل در دهه ۱۹۶۰ با نوشتن برای هفته‌نامه‌ای برای کودکان به نام «کَمکیانِ انیس» (انیس کوچک) آغاز کرد. بعدها آثار خود را در نشریات ژوندون، انیس و پشتون ژغ منتشر کرد و همچنین در رادیو کابل نیز صدایش شنیده می‌شد. در آن زمان، هفته‌نامه‌ ژوندون نه تنها به دلیل انتشار آثار مهم ادبی نویسندگان و شاعران افغانستانی، بلکه به دلیل حضور برخی نویسندگان برجسته‌ی آن دوره در جمع کارکنانش، نشریه‌ی بسیار مهمی در افغانستان به شمار می‌رفت. محبوب بعد از مهاجرت به پاکستان، مجموعه‌ داستانی به نام «درخت‌ها کارتوس گل می‌کنند» (درختان گلوله بار می‌دهند) را با نام مستعار «نی» منتشر کرد. برخی از آثار او که پیشتر در ژوندون منتشر شده بودند، بعدها در حالی که او در کانادا زندگی می‌کرد، در مجموعه‌ای با عنوان «خانه‌ دلگیر» در سال ۱۹۹۰ توسط انجمن نویسندگان افغانستان در کابل منتشر شد. او همچنین در کانادا دو مجموعه داستان کوتاه دیگر با عناوین «گم» و «خانم جورج» منتشر کرده است.
محبوب بیشتر آثار داستانی مهم خود را در دوران دوری از وطن خلق کرد. آثار او بر سرکوب و به حاشیه راندن زنان تمرکز دارد و همزمان، بیانگر شورشی علیه هنجارهای اجتماعی و نگرش‌های حاکم بر زنان است.
در ایران، آثار او توسط نشر آمو در تهران منتشر می‌شود.

## فهرست آثار
- درخت‌ها کارتوس گل می‌کنند
- خانه دلگیر (۱۹۹۰) کابل: انجمن نویسندگان افغانستان
- گُم (۱۹۹۹) تورنتو: انتشارات زرنگار
- خانم جرج (مجموعه داستان کوتاه) (۲۰۰۳) تورنتو: انتشارات زرنگار